# Janirella lobata
Janirella lobata là một loài chân đều trong họ Janirellidae. Loài này được Richardson miêu tả khoa học năm 1908.